# Konwencja CMR
Konwencja CMR (fr. Convention relative au contrat de transport international de marchandises par route, ang. Convention on the Contract for the International Carriage of Goods by Road) – konwencja podpisana w 1956 r. w Genewie. Obowiązuje ona w przypadku zarobkowego transportu drogowego towarów w relacjach międzynarodowych. Konieczne jest, aby kraj nadania towaru lub kraj docelowy był stroną Konwencji CMR. Ma ona zastosowanie jedynie do przewozów świadczonych na podstawie umowy przewozu pojazdami członowymi, naczepami i przyczepami.
Podstawą konwencji CMR jest list przewozowy CMR, który wydawany jest w trzech jednobrzmiących egzemplarzach, z czego każdy z nich ma identyczną moc prawną. Na liście musi znajdować się podpis oraz pieczęć przewoźnika oraz nadawcy. Nadawca otrzymuje pierwszy egzemplarz, kolejny odbiorca, zaś trzeci należy do przewoźnika. Sporadycznie wystawiany jest czwarty egzemplarz, zwany czarną kopią, który służy celom statystycznym. List CMR nie ma zastosowania w przypadku przewozów przesyłek pocztowych, zwłok oraz rzeczy przesiedlenia.
W skład listu przewozowego CMR wchodzi wiele niezbędnych danych do przewozu towaru, m.in. miejsce i data wystawienia tego dokumentu, nazwa i adres nadawcy, przewoźnika oraz odbiorcy, miejsce i data przyjęcia towaru do przewozu, rodzaj towaru oraz sposób pakowania, liczba sztuk, ich cechy i numery oraz waga brutto. Ponadto konieczne jest określenie kosztów przewozu oraz instrukcji niezbędnych do załatwienia formalności celnych i innych. List musi zawierać oświadczenie, że przewóz podlega przepisom CMR, bez względu na jakąkolwiek przeciwną klauzulę. W razie konieczności w liście CMR powinny znajdować się dodatkowe informacje, takie jak: zakaz przeładunku, koszty, które nadawca przyjmuje na siebie, kwotę zaliczenia do pobrania przy wydaniu towaru, zadeklarowaną wartość towaru, instrukcję nadawcy dla przewoźnika dotyczącą ubezpieczenia przesyłki, termin wykonania przewozu, a także wykaz dokumentów wręczonych przewoźnikowi. Poza wszystkimi powyższymi danymi strony mają możliwość wniesienia innych dowolnych danych, jakie uznają za konieczne. Nadawca ponosi koszty czy też szkody, którymi został obarczony przewoźnik, a które są spowodowane brakiem dostatecznych informacji zawartych w liście przewozowym.